# Dictyophara kazeruna
Dictyophara kazeruna är en insektsart som beskrevs av Dlabola 1986. Dictyophara kazeruna ingår i släktet Dictyophara och familjen Dictyopharidae. Inga underarter finns listade i Catalogue of Life.